# Энтузиаст (Владимирская область)
Энтузиаст — село в Юрьев-Польском районе Владимирской области России, входит в состав Красносельского сельского поселения.

## География
Село расположено в 15 км на северо-восток от райцентра города Юрьев-Польский.

## История
Возник как посёлок центральной усадьбы совхоза «Энтузиаст», образованного в 1929 году. 14.02.1966 постановлением Владимирского облисполкома № 151 посёлок центральной усадьбы совхоза «Энтузиаст» переименован в посёлок Энтузиаст Городищенского сельсовета.
В 1961 году в посёлке была открыта школа, в 2011 году введено в эксплуатацию новое здание школы. 
С 1992 года посёлок являлся центром Энтузиастского сельсовета, с 2005 года — в составе Красносельского сельского поселения.

## Население
| 2002 | 2010 | 2021 |
| ---- | ---- | ---- |
| 836  | ↘783 | ↘633 |

## Инфраструктура
В селе находятся Энтузиастская основная общеобразовательная школа, детский сад №22, клуб, фельдшерско-акушерский пункт, операционная касса №2484/037 Сбербанка России, отделение федеральной почтовой связи.